# オルーミーイェ
オルーミーイェ（ペルシア語: ارومیه; Orūmīyeh [oɾumiˈje] ( 音声ファイル), アゼリー語: Urmu, Urumiyə,Urmiye, Wurmê, クルド語: Wirmê, Urmîya, アラム語: ܐܘܪܡܝܐ; 以前にはレザーイーイェرضائیهと呼ばれた）は、イラン北西部の都市で、西アーザルバーイジャーン州の州都。また同名のシャフレスターン（郡）。トルコ国境に近いオルーミーイェ湖西岸に位置する。人口は2005年の概算で602,403人。日本語ではトルコ語やシリア語および欧米諸語を経てのウルミア、ウルミーヤ、ウルミエ、オルミア、オルミーヤなど著しくさまざまな表記がある。

## 語源
オルーミーイェの名の由来については、都市創建者であるアッシリア人のアラム語起源とするものがある。これによれば「揺籃」を意味する「Ur」と「水」を意味する「mia」からなり、あわせて湖岸に面し、河に挟まれたこの地を「水の揺籃」と称したということになる。流布するもう一説はイラン語起源とするものである。これによれば「水」を意味する「Ow」と「留まる」の「rmia」からなり、「留まる水」すなわち近傍の湖それ自体から名をとったということになる。しかしながら一般に認められる語源説は存在しない。

## 行政区画
シャフレスターン（郡）としてのオルーミーイェは5つのバフシュ（地区）からなる。それぞれのバフシュを構成するのは下記のシャフル（市）とデヘスターンである。
| バフシュ（地区）           | 地区中心         | シャフル（市）   | デヘスターン |
| -------------------------- | ---------------- | ---------------- | --- |
| 中心                       | オルーミーイェ   | オルーミーイェ   | バーラーンドゥーズ、北バーラーンドゥーズチャーイ、南バーラーンドゥーズチャーイ、バーシュ・ガルエ、バクシュルーチャーイ、トルクマーン、ドウル、ロウゼチャーイ、南ナーズルー |
| アンザル                   | クーシュチー     | クーシュチー     | 南アンザル、北アンザル |
| スィールヴァーネ           | スィールヴァーネ | スィールヴァーネ | テルギャヴァル、マルギャヴァル、ダシュト |
| スーマーイ・ブラードウスト | セルー           | セルー           | ブラードゥースト、北スーマーイ、南スーマーイ |
| ナーズルー                 | ヌーシーン       | ヌーシーン       | タラータッペ、ナーズルーチャーイ、北ナーズルー |

オルーミーイェは肥沃な地帯で果実（リンゴ、ブドウ）およびタバコが栽培される。多くの家ではさまざまな規模のリンゴ園を設けている。またオルーミーイェ大学には大規模な農学部が設置されている。

## 住民
オルーミーイェは民族的に多様な都市である。アゼリー、クルド人および離散集団としてのアルメニア人、アッシリア人などから構成される。都市で話される主要な言語はアゼリー語であり、すべての民族集団がアゼリー語およびペルシア語を聞き話すことができる。しかし、学校や政府組織における公用語はペルシア語である。
オルーミーイェには長い歴史のなかでさまざまな民族集団が居住してきた。このため住民構成は大きな変容を受けてきている。現在、都市住民を構成する多数派はクルド人とアゼリーである。しかし多くの史料によれば20世紀初には、住民の多数派はキリスト教を守るアッシリア人であったという事実を示している。ところが1914年以降、オスマン帝国によるアルメニア人虐殺・アッシリア人虐殺とそれに続くオスマン軍とロシア軍の戦闘に起因するアッシリア人とアルメニア人の大量脱出があり、住民構成に急激な変化が生じた。このときから、パフラヴィー朝のレザー・シャー期にイラン領内のアッシリア人に対し、この地域に戻って村に再定住するよう勧奨があって数千人が帰還したことがあったものの、大部分のアッシリア人はテヘランその他の大都市に集中している。イラン・イスラーム共和国の成立後には再びアッシリア人を西洋への脱出がおこっている。これについてはアッシリア人ディアスポラを参照。
1980年代以降はアゼリーに比べ、クルド人の出生率が高いようである。これに加え、多くのクルド人の都市部への移住が、都市におけるクルド人口の増加につながり、主要住民を構成するようになっている。
イランのエネルギー相パルヴィーズ・ファッターフはオルーミーイェ出身である。

## 歴史
おおくの歴史家によればオルーミーイェはゾロアスター教の祖たる預言者ゾロアスターの出身地であると考えられる。
コロンビア百科事典はオルーミーイェが9世紀には地域的に重要性をもつ都市であったという。
オルーミーイェがセルジューク朝の統治下に入ったのは1184年のことと記されている。オスマン帝国は数度にわたってオルーミーイェを攻略したが、その後ほどなくサファヴィー朝による領域奪還が行われている。ガージャール朝初代アーガー・モハンマド・シャーは1795年、オルーミーイェで戴冠をおこなった。19世紀末までのキリスト教徒人口の比較的大規模な増加により、1835年にアメリカ宣教団が派遣されている。また同様の宣教団が直後にオルーミーイェに近いタブリーズに入って活動するようになっている。20世紀に入るころには都市人口の半分以上がキリスト教徒であったと報告されている。しかし、そのほとんどは第一次世界大戦中とその後にオルーミーイェを離れ、現在では人口の95％がムスリムである。
カトリック百科事典はオルーミーイェをカルデア教徒司教座として取り上げている

## 高等教育機関
オルーミーイェ大学は1878年、アメリカの長老派宣教団によって設立された。同医学部はジョセフ・コクランとそのアメリカ人同僚医師たちの手になるものである。コクランとその同僚らはオルーミーイェ近郊の古い墓地に埋葬されている。オルーミーイェ大学のウェブサイトではこれについて次のように記している。
「彼らは祖国から離れその地に静かに眠る。墓銘頌詞は彼らの人類に対する努力と献身を示すものである」
オルーミーイェには今日、以下の高等教育機関が所在する。
- オルーミーイェ医科大学
- オルーミーイェ大学
- オルーミーイェ工科大学
- イスラーム自由大学オルーミーイェ

## 博物館
バーグチェ・ジューグ宮ガージャール朝期の建築。一般公開。
ホイ博物館考古学・民族学的な展示。一般公開。
ミヤーンドアーブ博物館考古学博物館
自然史博物館オルーミーイェ付近に生息する動物など
オルーミーイェ博物館考古学博物館。シャヒード・ベヘシュティー大学と提携

## 註
1. ↑  The World Gazetteer
2. ↑  Federal Research Division, Library of Congress (1987年). “Semitic Language Groups”. A Country Study: Iran.   Library of Congress. 2008年1月12日閲覧。
3. 1 2  Kjeilen, Tore. “Orumiyeh”. LookLex Encyclopedia. LookLex. 2008年1月12日閲覧.このサイトは参加型トラベルガイド
4. ↑  Nabiyev, Yuri (2006年6月4日). “Prospects of Kurdish Statehood”. REGNUM News Agency 2008年1月12日閲覧。
5. ↑  “Urmia”. The Columbia Encyclopedia (英語) (6 ed.). Columbia University Press. 2000. 2008年1月12日閲覧.
6. ↑  S. Vailhé (1912). “Urmiah”. The Catholic Encyclopedia (英語). Vol. XV. 2008年1月12日閲覧.